# Veijo Baltzar
Veijo Baltzar, född den 9 juni 1942 i Suonenjoki, är en finländsk författare.
Baltzar, som har kallats Finlands enda romska författare, har i en rad böcker skildrat zigenarnas liv i ett försvunnet agrart Finland, där flykt och uppbrott är någonting ständigt återkommande. Av hans tidigare romaner kan nämnas Polttava tie (1968, svensk översättning Brännande väg, 1973) och Mari (1973). Den interna blodskulden och blodshämnden är bärande teman i Verikihlat (1969) och Phuro (2000), den sistnämnda en stark episk skildring av romernas liv och mytologi, hans mest betydande verk hittills. Baltzar har även engagerat sig för den romska kulturen på det internationella planet, bland annat som en av initiativtagarna till ett internationellt författarförbund för romer, grundat i Finland 2002. Han utsågs samtidigt till dess förste ordförande.

## Brottsmisstankar
Baltzar häktades av Helsingfors tingsrätt 21 november 2019 av sannolika skäl misstänkt för grov människohandel. En kvinna häktades samtidigt på samma grunder. Förundersökningen mot Baltzar pågår. Alla anklagelser ogillas av domstolen.